# Belgische waterpoloploeg (mannen)
De Belgische waterpoloploeg is het nationale team van mannelijke waterpolospelers dat België vertegenwoordigt in internationale wedstrijden. De nationale ploeg kende zijn hoogtijdagen aan het begin van de 20e eeuw en haalde viermaal olympisch zilver (in 1900, 1908, 1920 en 1924) en tweemaal brons (in 1912 en 1936). Heden ten dage mist de Belgische waterpoloploeg de aansluiting met de wereldtop. Mede omdat de overkoepelende zwemfed geen aandacht hieraan spendeert en bijna al de subsidies naar zwemmen gaan.

## Olympische Spelen
| Jaar | Plaats        | WG            | W             | G             | V             | DV            | DT            |
| ---- | ------------- | ------------- | ------------- | ------------- | ------------- | ------------- | ------------- |
| 1900 | 2             | 3             | 2             | 0             | 1             | 10            | 8             |
| 1908 | 2             | 3             | 2             | 0             | 1             | 18            | 14            |
| 1912 | 3             | 5             | 3             | 0             | 2             | 22            | 21            |
| 1920 | 2             | 5             | 4             | 0             | 1             | 27            | 9             |
| 1924 | 2             | 5             | 4             | 0             | 1             | 18            | 10            |
| 1928 | 5             | 2             | 1             | 0             | 1             | 14            | 6             |
| 1932 | Geen deelname | Geen deelname | Geen deelname | Geen deelname | Geen deelname | Geen deelname | Geen deelname |
| 1936 | 3             | 7             | 4             | 1             | 2             | 16            | 13            |
| 1948 | 4             | 7             | 2             | 3             | 2             | 24            | 17            |
| 1952 | 6             | 8             | 4             | 1             | 3             | 27            | 27            |
| 1956 | Geen deelname | Geen deelname | Geen deelname | Geen deelname | Geen deelname | Geen deelname | Geen deelname |
| 1960 | 13            | 3             | 0             | 0             | 3             | 8             | 17            |
| 1964 | 7             | 6             | 2             | 0             | 4             | 23            | 31            |
| 1968 | Geen deelname | Geen deelname | Geen deelname | Geen deelname | Geen deelname | Geen deelname | Geen deelname |

| Jaar   | Plaats        | WG            | W             | G             | V             | DV            | DT            |
| ------ | ------------- | ------------- | ------------- | ------------- | ------------- | ------------- | ------------- |
| 1972   | Geen deelname | Geen deelname | Geen deelname | Geen deelname | Geen deelname | Geen deelname | Geen deelname |
| 1976   | Geen deelname | Geen deelname | Geen deelname | Geen deelname | Geen deelname | Geen deelname | Geen deelname |
| 1980   | Geen deelname | Geen deelname | Geen deelname | Geen deelname | Geen deelname | Geen deelname | Geen deelname |
| 1984   | Geen deelname | Geen deelname | Geen deelname | Geen deelname | Geen deelname | Geen deelname | Geen deelname |
| 1988   | Geen deelname | Geen deelname | Geen deelname | Geen deelname | Geen deelname | Geen deelname | Geen deelname |
| 1992   | Geen deelname | Geen deelname | Geen deelname | Geen deelname | Geen deelname | Geen deelname | Geen deelname |
| 1996   | Geen deelname | Geen deelname | Geen deelname | Geen deelname | Geen deelname | Geen deelname | Geen deelname |
| 2000   | Geen deelname | Geen deelname | Geen deelname | Geen deelname | Geen deelname | Geen deelname | Geen deelname |
| 2004   | Geen deelname | Geen deelname | Geen deelname | Geen deelname | Geen deelname | Geen deelname | Geen deelname |
| 2008   | Geen deelname | Geen deelname | Geen deelname | Geen deelname | Geen deelname | Geen deelname | Geen deelname |
| 2012   | Geen deelname | Geen deelname | Geen deelname | Geen deelname | Geen deelname | Geen deelname | Geen deelname |
| 2016   | Geen deelname | Geen deelname | Geen deelname | Geen deelname | Geen deelname | Geen deelname | Geen deelname |
| Totaal | 11/26         | 54            | 28            | 5             | 21            | 207           | 173           |

## Europees kampioenschap
| Jaar | Plaats        | WG            | W             | G             | V             | DV            | DT            |
| ---- | ------------- | ------------- | ------------- | ------------- | ------------- | ------------- | ------------- |
| 1926 | 4             | 3             | 0             | 1             | 2             | 7             | 14            |
| 1927 | 3             | 6             | 3             | 0             | 3             | 22            | 13            |
| 1931 | 4             | 6             | 2             | 1             | 3             | 16            | 20            |
| 1934 | 3             | 6             | 2             | 1             | 3             | 15            | 15            |
| 1938 | 4             | 6             | 2             | 1             | 3             | 17            | 19            |
| 1947 | 3             | 4             | 2             | 1             | 1             | 12            | 7             |
| 1950 | Geen deelname | Geen deelname | Geen deelname | Geen deelname | Geen deelname | Geen deelname | Geen deelname |
| 1954 | 11            | 2             | 0             | 0             | 2             | 4             | 11            |
| 1958 | 10            | 6             | 2             | 1             | 3             | 21            | 33            |
| 1962 | 7             | 6             | 2             | 1             | 3             | 24            | 37            |
| 1966 | 10            | 7             | 4             | 1             | 2             | 35            | 20            |
| 1970 | 12            | 8             | 1             | 1             | 6             | 27            | 66            |
| 1974 | Geen deelname | Geen deelname | Geen deelname | Geen deelname | Geen deelname | Geen deelname | Geen deelname |
| 1977 | Geen deelname | Geen deelname | Geen deelname | Geen deelname | Geen deelname | Geen deelname | Geen deelname |
| 1981 | Geen deelname | Geen deelname | Geen deelname | Geen deelname | Geen deelname | Geen deelname | Geen deelname |
| 1983 | Geen deelname | Geen deelname | Geen deelname | Geen deelname | Geen deelname | Geen deelname | Geen deelname |
| 1985 | Geen deelname | Geen deelname | Geen deelname | Geen deelname | Geen deelname | Geen deelname | Geen deelname |

| Jaar   | Plaats        | WG            | W             | G             | V             | DV            | DT            |
| ------ | ------------- | ------------- | ------------- | ------------- | ------------- | ------------- | ------------- |
| 1987   | Geen deelname | Geen deelname | Geen deelname | Geen deelname | Geen deelname | Geen deelname | Geen deelname |
| 1989   | Geen deelname | Geen deelname | Geen deelname | Geen deelname | Geen deelname | Geen deelname | Geen deelname |
| 1991   | Geen deelname | Geen deelname | Geen deelname | Geen deelname | Geen deelname | Geen deelname | Geen deelname |
| 1993   | Geen deelname | Geen deelname | Geen deelname | Geen deelname | Geen deelname | Geen deelname | Geen deelname |
| 1995   | Geen deelname | Geen deelname | Geen deelname | Geen deelname | Geen deelname | Geen deelname | Geen deelname |
| 1997   | Geen deelname | Geen deelname | Geen deelname | Geen deelname | Geen deelname | Geen deelname | Geen deelname |
| 1999   | Geen deelname | Geen deelname | Geen deelname | Geen deelname | Geen deelname | Geen deelname | Geen deelname |
| 2001   | Geen deelname | Geen deelname | Geen deelname | Geen deelname | Geen deelname | Geen deelname | Geen deelname |
| 2003   | Geen deelname | Geen deelname | Geen deelname | Geen deelname | Geen deelname | Geen deelname | Geen deelname |
| 2006   | Geen deelname | Geen deelname | Geen deelname | Geen deelname | Geen deelname | Geen deelname | Geen deelname |
| 2008   | Geen deelname | Geen deelname | Geen deelname | Geen deelname | Geen deelname | Geen deelname | Geen deelname |
| 2010   | Geen deelname | Geen deelname | Geen deelname | Geen deelname | Geen deelname | Geen deelname | Geen deelname |
| 2012   | Geen deelname | Geen deelname | Geen deelname | Geen deelname | Geen deelname | Geen deelname | Geen deelname |
| 2014   | Geen deelname | Geen deelname | Geen deelname | Geen deelname | Geen deelname | Geen deelname | Geen deelname |
| 2016   | Geen deelname | Geen deelname | Geen deelname | Geen deelname | Geen deelname | Geen deelname | Geen deelname |
| 2018   | Geen deelname | Geen deelname | Geen deelname | Geen deelname | Geen deelname | Geen deelname | Geen deelname |
| Totaal | 11/33         | 60            | 20            | 9             | 31            | 200           | 255           |

## Selecties
Jean de Backer · Victor de Behr · Henri Cohen · Fernand Feyaerts · Oscar Grégoire · Albert Michant · Victor Sonnemans ·
Victor Boin · Herman Donners · Fernand Feyaerts (c) · Oscar Grégoire · Herman Meyboom · Albert Michant (k) · Joseph Pletincx
Victor Boin · Herman Donners · Albert Durant · Herman Meyboom · Joseph Pletincx · Oscar Grégoire · Félicien Courbet · Jean Hoffman · Pierre Nijs
Albert Durant · Gérard Blitz · Maurice Blitz · Joseph Pletincx · Paul Gailly · Pierre Nijs · René Bauwens · Pierre Dewin
Gérard Blitz · Maurice Blitz · Joseph Cludts · Joseph de Combe · Pierre Dewin · Albert Durant · Georges Fleurix · Paul Gailly · Joseph Pletincx · Jules Thiry · Jean-Pierre Vermetten
Gérard Blitz · Pierre Coppieters · René Bauwens · Jules Brandeleer · Louis van Gheem · Joseph Malissart · André Mélardy · Henri De Pauw · Fernand Visser
Gérard Blitz · Albert Castelyns · Pierre Coppieters · Joseph De Combe · Henri De Pauw · Henri Disy · Fernand Isselé · Edmond Michiels · Henri Stoelen
Henri De Pauw · Théo-Léo De Smet · Emile D'Hooge · Fernand Isselé · Georges Leenheere · Alphonse Martin · Paul Rigaumont · Willy Simons